# Roger Donaldson
Roger Lindsey Donaldson, född 15 november 1945 i Ballarat, Victoria, Australien, är en australisk-nyzeeländsk filmregissör som regisserat flera Hollywood-filmer.
Donaldson flyttade från Australien till Nya Zeeland vid 20 års ålder för att arbeta som stillbildsfotograf. Spelfilmsdebuten kom 1977 efter flera kortfilmer och han fick 1981 kommersiell framgång med Smash Palace. Hollywood-karriären tog fart efter att Dino De Laurentiis anställde Donaldson för att regissera The Bounty, en nyinspelning om det berömda myteriet.

## Filmografi (urval)
- 1981 – Smash Palace
- 1985 – The Bounty
- 1987 – Ingen utväg
- 1988 – Cocktail
- 1990 – Cadillac Man
- 1992 – Het sand
- 1994 – Getaway - rymmarna
- 1995 – Species
- 1997 – Dante's Peak
- 2000 – Tretton dagar
- 2003 – Uppdraget
- 2005 – Citronträd och motorolja
- 2008 – The Bank Job
- 2011 – Seeking Justice
- 2014 – The November Man